# Kazimierz Serwa
Kazimierz Serwa, także jako Marian Serwa (ur. 29 maja 1908 w Krośnie, zm. wiosną 1940 w Charkowie) – polski nauczyciel, porucznik piechoty rezerwy Wojska Polskiego, ofiara zbrodni katyńskiej.

## Życiorys
Syn Jana. Nauczyciel. Awansowany do stopnia podporucznika ze starszeństwem z 1 stycznia 1934. Został przydzielony do 5 pułku Strzelców Podhalańskich w Przemyślu. W ramach tej jednostki w 1937 odbył ćwiczenia wojskowe rezerwistów na stanowisku dowódcy plutonu armatek przeciwpancernych. Od 1937 do 1939 był nauczycielem geografii i kierownikiem szkoły w Strachocinie.
Wobec zagrożenia konfliktem, w sierpniu 1939 został zmobilizowany, a po wybuchu II wojny światowej podczas kampanii wrześniowej walczył w szeregach 22 Dywizji Piechoty Górskiej w ramach Armii „Kraków”. Po agresji ZSRR na Polskę z 17 września 1939 został aresztowany przez sowietów. Był przetrzymywany w obozie w Starobielsku, skąd przesłał do żony w Krośnie pocztówki z 11 października i 3 grudnia 1939. W 1940 wraz z jeńcami osadzonymi w Starobielsku został przewieziony do Charkowa i rozstrzelany przez funkcjonariuszy Obwodowego Zarządu NKWD w Charkowie oraz pracowników NKWD przybyłych z Moskwy na mocy decyzji Biura Politycznego KC WKP(b) z 5 marca 1940. Pogrzebano go w bezimiennej mogile zbiorowej w Piatichatkach, gdzie od 17 czerwca 2000 mieści się oficjalnie Cmentarz Ofiar Totalitaryzmu w Charkowie. Figuruje na Liście Starobielskiej NKWD pod pozycją 2967.
Jego żoną była Julia, także nauczycielka, z którą miał syna Janusza; zamieszkiwali przy ulicy Pierackiego w Krośnie.

## Upamiętnienie

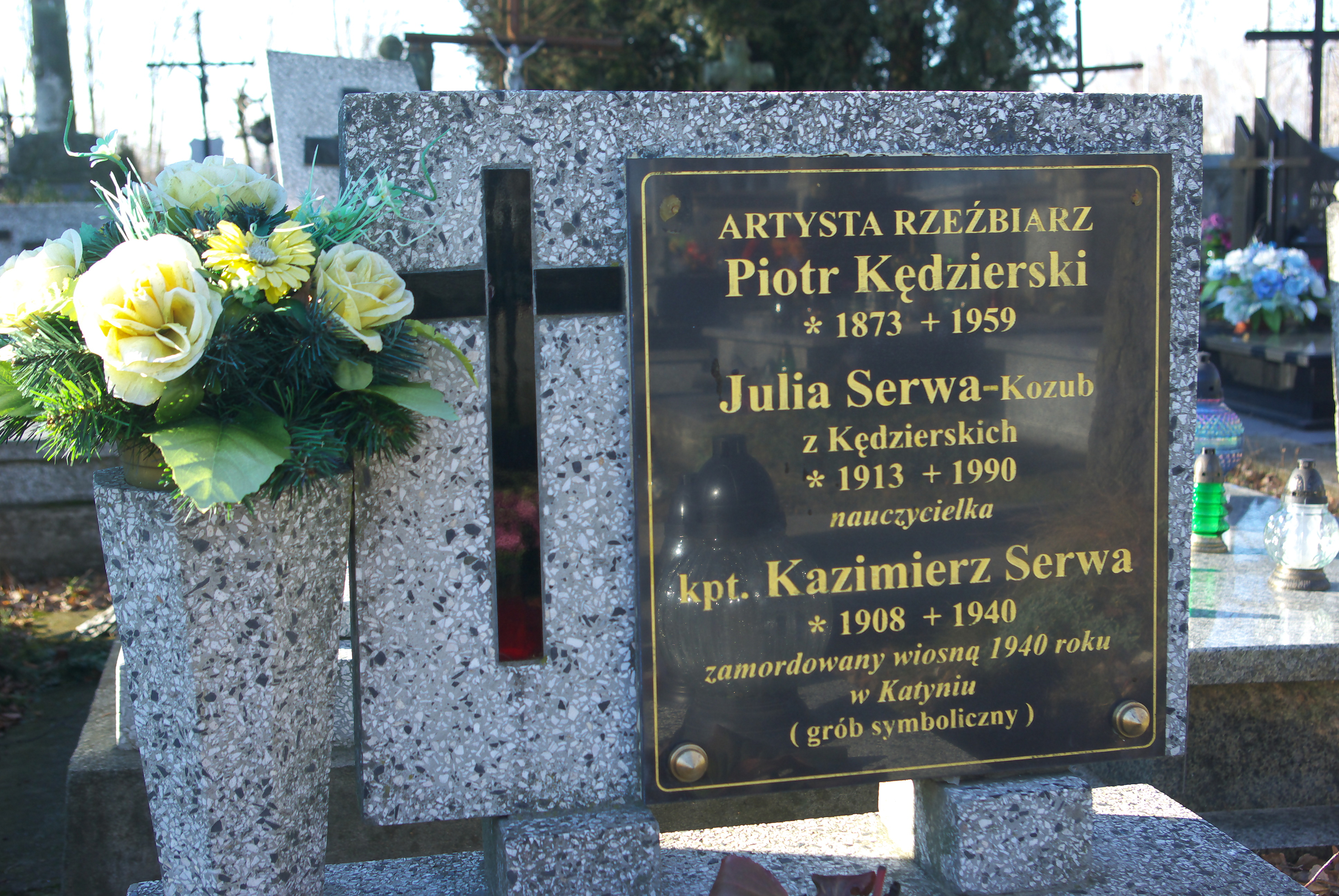
Symboliczne upamiętnienie na grobowcu Kędzierskich

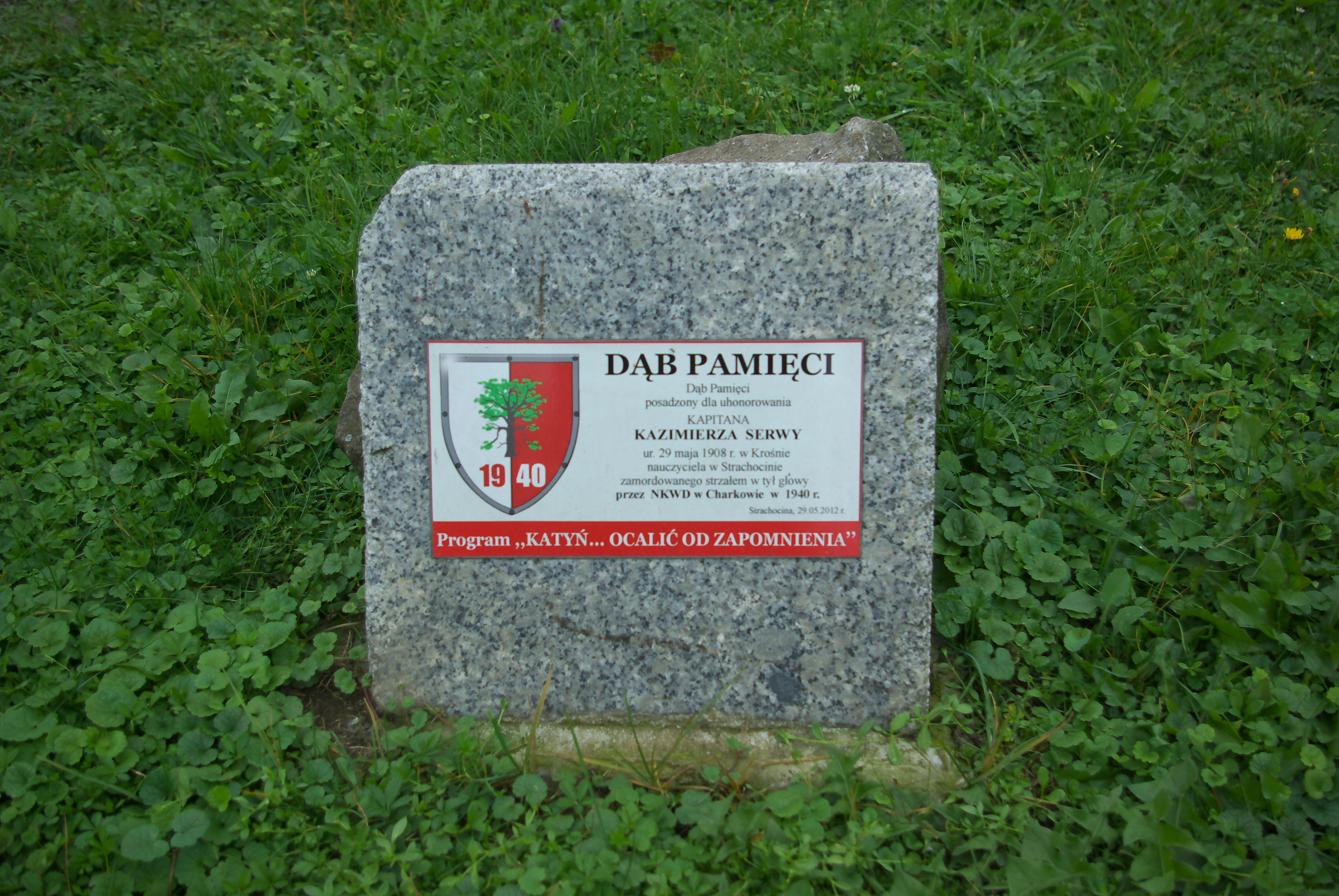
Kamień przy Dębie Pamięci honorującym Kazimierza Serwę w Strachocinie

Symbolicznie został upamiętniony na grobowcu swojej żony Julii Serwy-Kozub (1913-1990) i jej ojca Piotra Kędzierskiego (artysta rzeźbiarz) na Cmentarzu Komunalnym w Krośnie.
5 października 2007 minister obrony narodowej Aleksander Szczygło – decyzją nr 439/MON – mianował go pośmiertnie na stopień kapitana. Awans został ogłoszony 9 listopada 2007 w Warszawie, w trakcie uroczystości „Katyń Pamiętamy – Uczcijmy Pamięć Bohaterów”.
29 maja 2012, w ramach akcji „Katyń... pamiętamy” / „Katyń... Ocalić od zapomnienia”, przy Zespole Szkół im. Ignacego Łukasiewicza w Strachocinie został zasadzony Dąb Pamięci honorujący Kazimierza Serwę.